# Johann Friedrich Pfaff
Johann Friedrich Pfaff (a veces Friederich; 22 de diciembre de 1765 – 21 de abril de 1825) fue un matemático alemán. Fue descrito como uno de los matemáticos más destacados de Alemania, durante el siglo XIX. Fue un precursor de la escuela alemana de pensamiento matemático, que bajo Carl Friedrich Gauss y sus seguidores determinó en gran medida las líneas sobre las cuales se desarrolló la matemática en el siglo XIX.

## Biografía
Pfaff provenía de una distinguida familia de funcionarios de Württemberg, su padre Burkhard Pfaff, fue consejero financiero jefe de Württemberg, mientras que su madre era hija de un miembro del tesoro de Württemberg.
Johann Friedrich fue el segundo de sus siete hijos y, aunque quizás el que alcanzó la mayor fama, ciertamente no fue el único en destacar en ciencias.
Recibió su primera educación en la Carlsschule, donde conoció a Friedrich Schiller, su amigo de toda la vida. Su capacidad matemática se hizo evidente desde muy joven. Continuó sus estudios en Gotinga con Abraham Gotthelf Kästner, y en 1787 se trasladó a Berlín, donde estudió astronomía práctica con Johann Elert Bode. En 1788, Pfaff se convirtió en profesor de matemáticas en Helmstedt y continuó su labor docente hasta la abolición de dicha universidad en 1810. Tras este acontecimiento, se convirtió en profesor de matemáticas en la Universidad de Halle, donde permaneció el resto de su vida.
Estudió series matemáticas y cálculo integral, y es reconocido por su trabajo en ecuaciones diferenciales parciales de los sistemas pfaffianos de primer orden, como se les llama actualmente, que pasaron a formar parte de la teoría de formas diferenciales; y por ser el supervisor de investigación formal de Carl Friedrich Gauss. Conoció bien a Gauss cuando ambos vivieron juntos en Helmstedt en 1798. August Möbius fue posteriormente alumno suyo.
Sus dos obras principales son Disquisitiones analyticae maxime ad calculum integralem et doctrinam serierum pertinentes (4to., vol. i., Helmstädt, 1797) y "Methodus generalis, aequationes diferenciarum particularum, necnon aequationes diferenciales vulgares, utrasque primi ordinis inter quotcumque variabiles, complete integrandi" en Abhandlungen der Königlichen Akademie der Wissenschaften zu Berlín (1814-1815).
Su hermano, Johann Wilhelm Andreas Pfaff, fue profesor de matemáticas puras y aplicadas. Otro hermano, Christoph Heinrich Pfaff, fue profesor de medicina, física y química.

## Legado
Le preguntaron a Laplace quién, en su opinión, era el mayor matemático de Alemania. «Es Pfaff», respondió. — «Pensaba», replicó el interrogador, «que Gauss era superior a él». — «Pero», exclamó Laplace, «me estás preguntando quién es el mayor matemático de Alemania, y Gauss es el mayor matemático de Europa».
—   Nouvelle Biographie Générale, Volumen 19, page 686.

## Obra

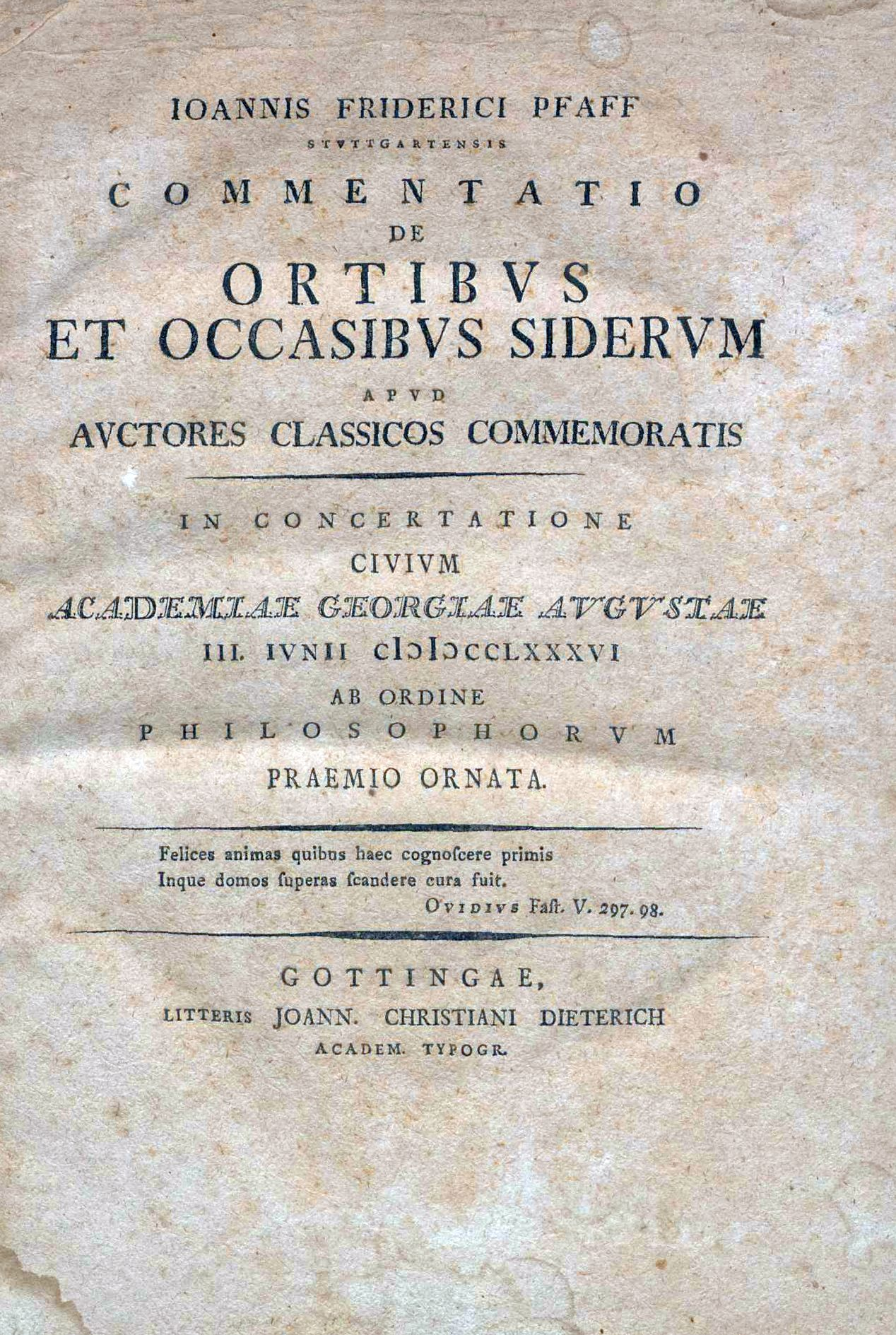

- Commentatio de ortibus et occasibus siderum apud auctores classicos commemoratis (in Latin). Göttingen: Johann Christian Dieterich. 1786.[5]